# Danziger Straße
La Danziger Straße est une avenue de l'arrondissement de Pankow, à Berlin, en Allemagne. 

## Situation et accès
Elle est située au nord-est du centre-ville dans le quartier de Prenzlauer Berg et fait partie du périphérique intérieur (Innenstadtring),.
La Danziger Straße commence au nord à l'intersection avec la Schönhauser Allee et se termine au sud à l'angle de la Landsberger Allee. Elle est parallèle aux autres structures en anneau du paysage urbain de Berlin, environ 1,5 kilomètre à l'extérieur de l'ancien mur des douanes (aujourd'hui la Torstraße) et environ 500 mètres du Ringbahn. Elle fait partie de la Bundesstraße 96a.

## Origine du nom
Elle est nommée d'après la ville de Dantzig.

## Historique
La route est construite pour la première fois en 1822 et est un chemin de terre appelé Communication car reliant des routes de campagne datant de l'époque médiévale.
L'aménagement de la zone s'est en grande partie réalisé selon le cahier des charges du plan Hobrecht, entré en vigueur en 1862. Le développement planifié a commencé vers 1890. En 1874, la partie ouest du chemin, aujourd'hui la zone entre la Schönhauser Allee et la Greifswalder Straße, a été nommée Danziger Straße. La partie au sud-est entre la Greifswalder Strasse et la Landsberger Allee a été nommée Elbinger Strasse d'après la ville d' Elbing.

## Bâtiments remarquables et lieux de mémoire

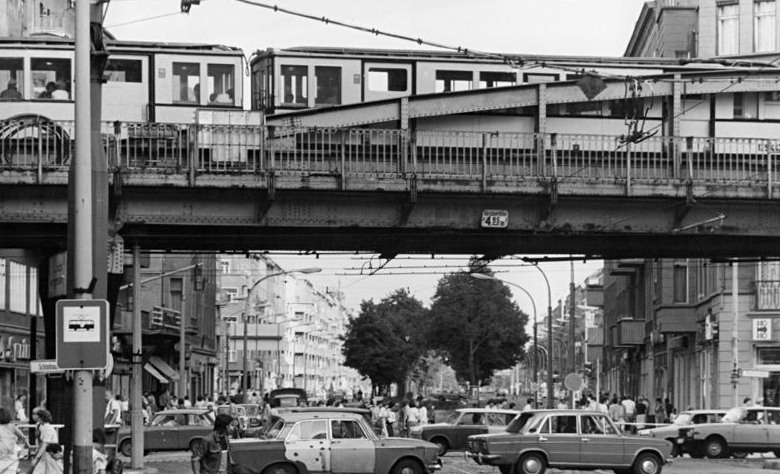
Schönhauser Allee / angle Dimitroffstrasse, 1980.
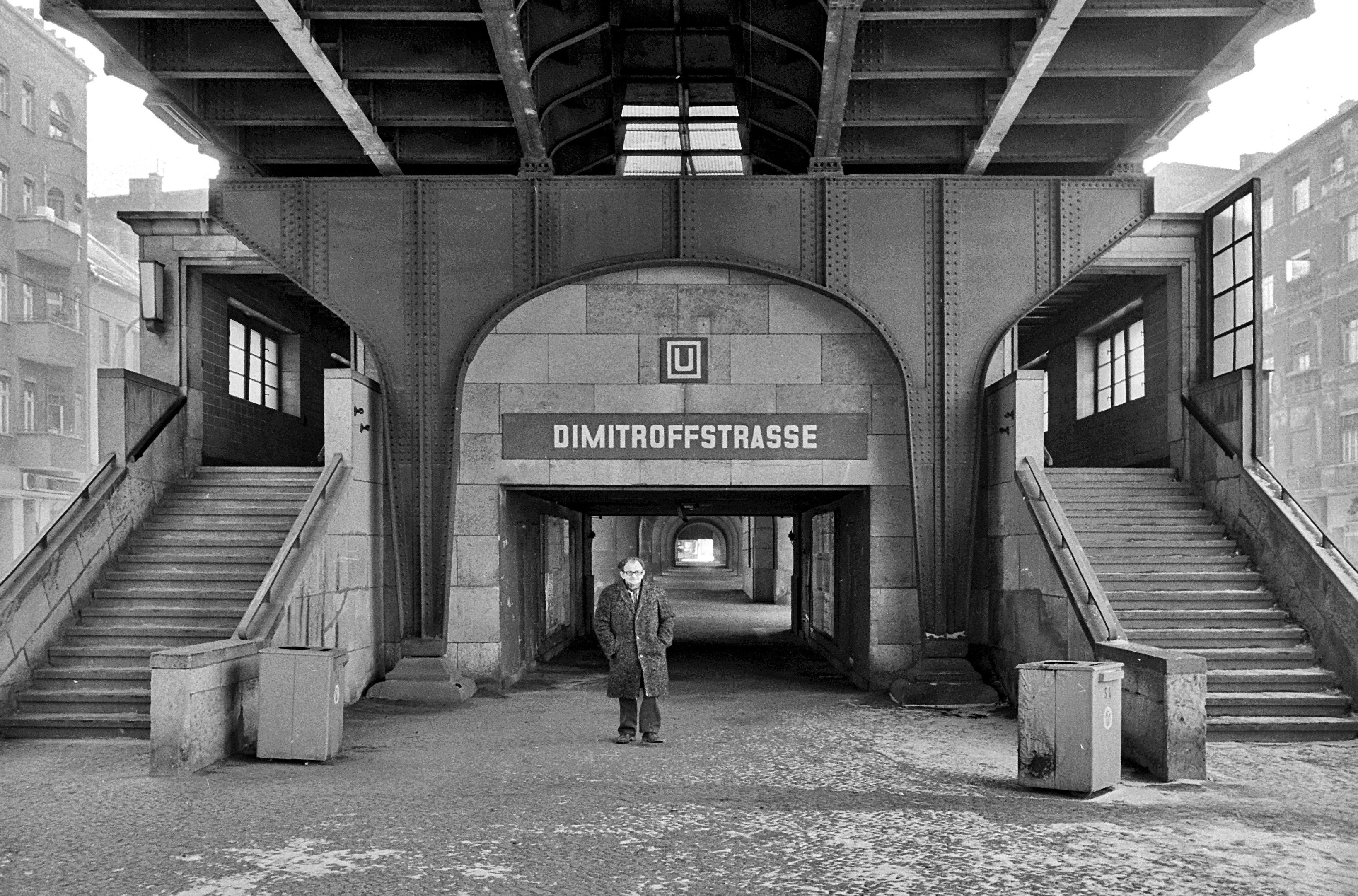
La station de métro Dimitroffstrasse, 1985.
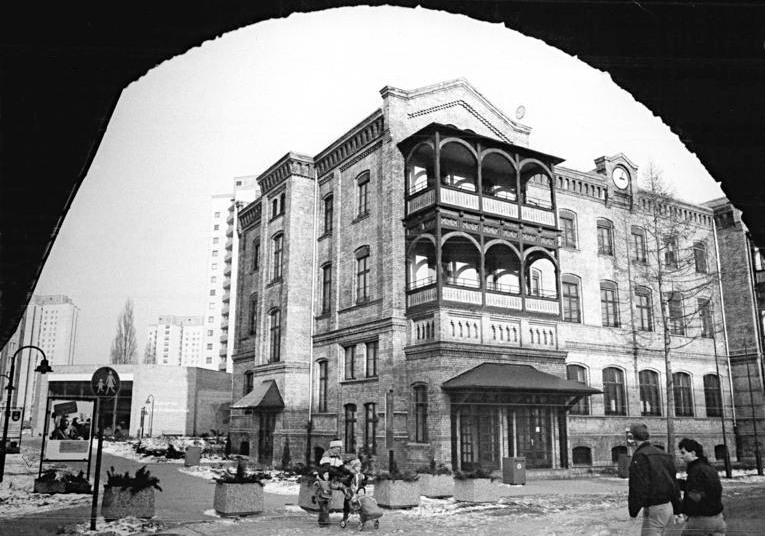
Administration de l'ancienne usine à gaz de la Dimitroffstrasse, 1987.
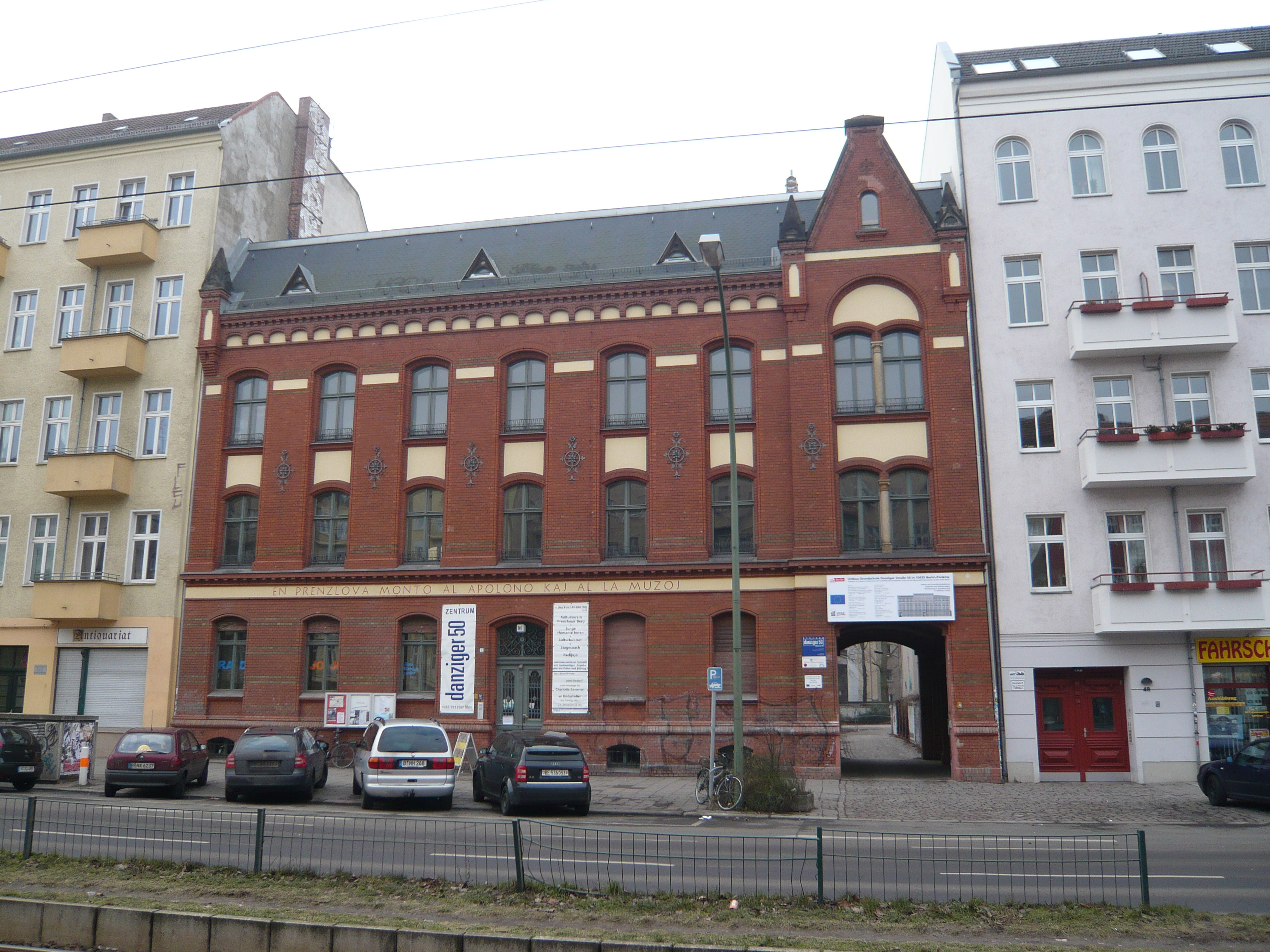
Bâtiment scolaire historique au n°50.
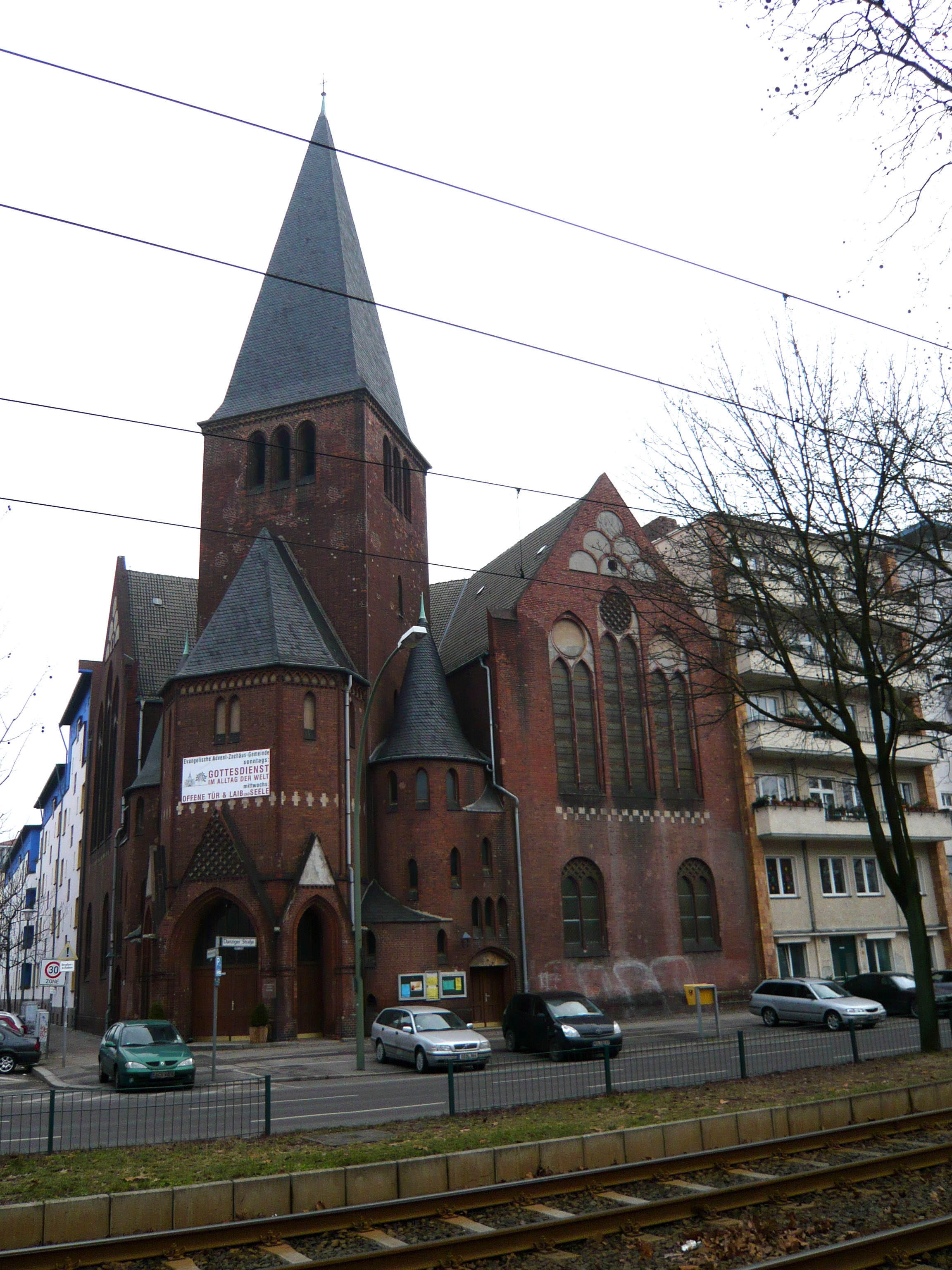
Église évangélique de l' Avent dans la Danziger Strasse.